# Українка (тріо)
Тріо бандуристок «Українка» – музичний колектив при Національній філармонії України, в репертуарі якого — українські народні пісні, твори українських композиторів, зарубіжні класичні твори.

## Загальні відомості
1968 року при Капелі бандуристів УРСР було створене тріо у складі Любові і Лідії Криворотових і Раїси Горбатенко, які щойно закінчили навчання в студії при цій капелі.
1980 року всі вони здобули освіту у Київській консерваторії імені Петра Чайковського по класу вокалу Костянтина Огнєвого. Коли були студентками четвертого курсу їм було присвоєно звання заслужених артисток України.
З 1984 року тріо перейшло в Національну філармонію України.
Їхню гру високо оцінювали відомі музиканти. Народний артист України Микола Різоль зазначав таке: «Кожна прекрасно володіє голосом. Я не знаю жодного тріо бандуристок, в котрих було б прекрасніше музичне оформлення».
Тріо бандуристок знімалося в таких музичних фільмах «Укртелефільму» як: «І лине пісня», «Розквітає рута м'ята», «Концерт у старовинному парку».
2006 року видано компакт-диск «Я їду додому!..» з записами їхніх пісень.
Тріо бандуристок «Українка» побуло з гастролями в Японії, США, Канаді, Австрії, Індії, Греції, на Кіпрі, в Фінляндії, Німеччині, Польщі, Нідерландах, Данії, Швеції, Бельгії, Швейцарії та ін.
1999 року всім учасницям тріо було присвоєно звання «Народна артистка України».
Аранжування творів для тріо здійснює Любов Олексіївна Криворотова, яка також написала музику до деяких популярних пісень з репертуару тріо.